# Hesa-ye Awal-e Behsud
Hesa-ye Awal-e Behsud är ett distrikt i Afghanistan. Det ligger i provinsen Wardak, i den centrala delen av landet, 90 kilometer väster om huvudstaden Kabul.
Distriktet beräknades år 2022 ha cirka 43 000 invånare.